# Fritillaria gentneri
Fritillaria gentneri — рідкісна багаторічна рослина, що належить до роду рябчик родини лілійних. Багато дослідників розглядають її як природний гібрид між Fritillaria recurva і Fritillaria affinis. Вузький ендемік США, що перебуває під загрозою зникнення.

## Назва
Вид вперше знайшла Катерина Ґентнер 1942 року на квітучій галявині поблизу Джексонвіля (Орегон, США). Її батько, ентомолог, надіслав знахідку куратору гербарію Орегонського державного коледжу доктору Гелен М. Ґілкі. Згодом, коли вона описала цей вид, то назвала його на честь родини Ґентнерів.

## Опис
Трав'яниста рослина 40-70 см заввишки, цибулинний геофіт. Стебло прямостояче, голе, залозисте. Листки, розташовані на квітконосі, лінійні або вузьколанцетні, сизо-зелені, зібрані по 2-3 штуки в колотівки. Єдиний прикореневий листок у різних особин сягає довжини від 0,5 до 29 см.
Квітки двостатеві, відносно великі, дзвоникуваті, похилі, поодинокі або розташовані по 2-3 штуки в негустих китицеподібних суцвіттях. Листочків оцвітини 6, вони розташовані в двох колах, ззовні темно-червоні, всередині — пістряві, темно-червоно-жовті. Довжина нектарників коливається від чверті до половини довжини пелюсток.
За морфологічною будовою вегетативних частин Fritillaria gentneri практично не відрізняється від близьких видів — Fritillaria recurva і Fritillaria affinis. Саме тому визначення цих видів рекомендується проводити у період цвітіння.
| Морфологічні ознаки                  | Fritillaria recurva                          | Fritillaria gentneri                       | Fritillaria affinis                                                |
| Край пелюсток                        | загнутий назад                               | прямий                                     | прямий                                                             |
| Колір квітки                         | яскраво-червоний з жовтими плямами всередині | темно-червоний з жовтими плямами всередині | коричнево-пурпуровий з тьмяними жовтими плямами ззовні і всередині |
| Довжина нектарників/довжина пелюсток | ≤ ¼                                          | ¼-½                                        | ≥½                                                                 |
| Будова маточки                       | розділена на ≥ ½ довжини                     | проміжний між цими двома типами            | розділена на ≤ ¼ довжини                                           |

## Поширення та екологія
Ареал цього рябчика невеликий за розміром і наразі складається з 30 осередків, з яких 28 розташовані в штаті Орегон, а 2 — на півночі штату Каліфорнія на кордоні зі штатом Орегон. Найвища щільність рослин спостерігається поблизу Джексонвіля.
Натомість еколого-ценотична амплітуда цього ендемічного виду напрочуд широка. Fritillaria gentneri зростає на висотах від 180 до 1544 м над рівнем моря. Цю рослину можна віднайти на луках, узліссях дібров, мішаних і хвойних лісів, в чапаралі — загалом на 25 типах ґрунтів. Так само невибаглива вона і до сусідів, тому співмешкає з різними видами чагарників і дерев. Досить часто Fritillaria gentneri оселяється на рекультивованих землях: заростаючих дорогах, відвалах ґрунту на покинутих місцях видобутку корисних копалин.
Оскільки ареал розтягнутий у висотному діапазоні, цвітіння починається в різних популяціях в різний час. Першими в березні зацвітають рослини у нижньому поясі гір, останніми — рослини на значних висотах, які можуть квітнути у червні. Цвітіння переважної більшості особин відбувається у травні. Насіннєве відтворення не відіграє великої ролі, тому що, по-перше, переважна більшість рослин не квітне щороку, по-друге, насіння значною мірою є стерильним. Натомість рослини Fritillaria gentneri утворюють численні дочірні цибулинки. Вони розташовуються біля основи материнської цибулини; через дрібний розмір їх називають «рисовими зернятами».

## Статус виду

### Таксономічний
У зв'язку з тим, що морфологічні ознаки Fritillaria gentneri мають яскраво виражений проміжний характер, а насіння часто стерильне, деякі дослідники вважають цей вид природним гібридом між Fritillaria recurva і Fritillaria affinis. На користь цього твердження свідчить і характер розповсюдження, оскільки всі осередки виду розташовані в зоні перекриття ареалів «батьківських» видів. Втім, знайдені докази самостійного статусу цього таксона. Наприклад, штучні гібриди між «батьківськими» видами абсолютно безплідні на відміну від маловрожайних, але все ж таки плодючих особин Fritillaria gentneri.

### Природоохоронний
Господарського значення цей рябчик не має, проте становить наукову цінність. Попри свій високий потенціал відтворення вид сильно страждає внаслідок дії багатьох чинників, як от: заростання галявин деревами, забур'янення місць зростання, відведення земель під забудову і сільськогосподарські потреби, лісозаготівель, викопування цибулин, а також поїдання їх оленями та худобою. 1999 року цю рослину було визнано такою, що перебуває під загрозою зникнення. На той час було відомо 340 особин у 45 місцях зростання, з яких 1 осередок містив близько 100 особин, 4 налічували від 11 до 24 особин, а 40 налічували від 1 до 10 особин.
Для відтворення Fritillaria gentneri розроблена спеціальна програма. Вона передбачає консервацію природних осередків, що налічують не менше 750 особин та розташовані на державних землях або на землях приватних власників, які не планують змінювати середовище. Ділянки рекомендовано огороджувати для захисту від худоби й оленів. У планах дослідників створення банку насіння для відтворення в лабораторних умовах.